# Kozyn
Kozyn (ukrainien : Козин, russe : Козин) est une commune urbaine de l'oblast de Kiev, en Ukraine. Elle compte 3 464 habitants en 2021.